# Rozwój Katowice
Rozwój Katowice (offiziell: Klub Sportowy Rozwój Katowice) ist ein polnischer Fußballverein aus Kattowitz in der Woiwodschaft Schlesien.

## Geschichte
Rozwój Katowice wurde am 27. November 1925 in Kattowitz, Oberschlesien gegründet. Seine Ursprünge reichen zurück bis 1919, als der Turnverein Sokół Katowice-Brynów eine Jugendfußballmannschaft gründete. 1927 wurde eine Box-Abteilung gegründet, und weitere Abteilungen wie Handball, Leichtathletik, Rugby, Basketball und Schach kamen dazu.
Im Jahr 1939 schaffte der Klub den Aufstieg in die Klasa A, aber der deutsche Einmarsch in Polen und der Ausbruch des Zweiten Weltkriegs brachte Fußballwettbewerbe in Polen zum Erliegen. Nach dem Ende des Krieges, im Jahr 1946, nahm Rozwój Katowice wieder am Spielbetrieb teil. Er spielte danach viele Jahre in der 4. Liga und der 3. Liga. Im Jahr 2000 stieg der Verein in die 2. Liga auf. In der Saison 2014/15 wurde der Verein aufgrund des direkten Vergleiches gegenüber Raków Częstochowa knapp Dritter und schaffte somit erstmals den Aufstieg in die 1. Liga und spielte damit zum ersten Mal in derselben Liga wie der Ortsrivale GKS Katowice. Bereits in der folgenden Saison stieg der Verein jedoch als Vorletzter wieder ab. 2019 folgte der Abstieg in die 3. Liga.